# Kamulyan (Tambak)
Kamulyan is een bestuurslaag in het regentschap Banyumas van de provincie Midden-Java, Indonesië. Kamulyan telt 3332 inwoners (volkstelling 2010).